# Kenji Inoue
Kenji Inoue –en japonés: 井上 謙二, Inoue Kenji– (Kioto, 5 de noviembre de 1976) es un deportista japonés que compitió en lucha libre.
Participó en los Juegos Olímpicos de Atenas 2004, obteniendo una medalla de bronce en la categoría de 60 kg.

## Palmarés internacional
| Juegos Olímpicos | Juegos Olímpicos | Juegos Olímpicos  | Juegos Olímpicos |
| Año              | Lugar            | Medalla           | Categoría        |
| ---------------- | ---------------- | ----------------- | ---------------- |
| 2004             | Atenas (Grecia)  | Medalla de bronce | 60 kg            |